# Толбачик (вулканічний масив)
Толбачик — вулканічний масив на сході Камчатки, у південно-західній частині Ключевського плато, південніше Ключевської сопки і вулкана Безіменний. Толбачик відноситься до щитових вулканів гавайського типу.

## Складові
Масив включає два вулкани: діючий Плоский Толбачик (3085 м) і згаслий Гострий Толбачик (3682 м). Їхнє сусідство настільки близьке, що гостра вершина одного впритул примикає і підноситься над плоскою вершиною іншого. Гострий Толбачик має конусоподібну форму, схили вкриті глибокими барранкосами.
Плоский Толбачик відрізняється обширною за площею вершиною, яка зайнята неглибокою кальдерою діаметром 3,7 км, що заповнена льодовиком. У її західній частині розташований діючий кратер діаметром 1,7 км і глибиною до 500 м. У привершинній частини вулкана зустрічаються кристалолапилі, що являють собою кулясті зростки кристалів плагіоклазу і «волосся Пеле» (тонкі скляні нитки з базальту. Плоский Толбачик єдиний з активних вулканів Камчатки, під час виверження якого виливаються дуже рідкі базальтові лави, що мають незначну в'язкість.

## Історія
Обидва конуси вулкана виникли в пізньому плейстоцені на п'єдесталі більш давнього щитового вулкана діаметром 22 км і становили собою зрослі стратовулкани з подібною морфологією. Подальший розвиток було пов'язано з формуванням на початку голоцену потужної зони регіонального базальтового вулканізму. В історичний час відомі виверження 1740, 1769, 1788—1790, 1793, 1904, 1931, 1939—1941, 1954, 1975—1976, 2012 років. В основному це були слабкі попільні викиди з центрального кратера, іноді в центральному кратері відзначалася поява лавового озера. У історичний час проходить лише три тріщинних виверження з великою кількістю виверженого матеріалу: У 1940 р. відбулося виверження, в ході якого на висоті 1950 м на південно-західному схилі стався бічний прорив, утворився шлаковий конус і вилився лавовий потік.

### Велике тріщинне Толбачинське виверження
З вершини відкривається чудова кругова панорама вулканів Ключевський групи, гірських хребтів і долини річки Камчатки, ланцюжки та групи старих шлакових конусів і конуси Нових Толбачинських вулканів, що виникли в результаті великого тріщинного Толбачинського виверження в 1975—1976 рр. Велике тріщинне Толбачинське виверження сталося на широкому лавовому плато — Толбачинському долу, що примикає до підніжжя вулкана Толбачик, через тріщини, утворені над магматичним вогнищем, що знаходяться на глибині 60-70 км. Воно представлено Північним і Південним проривами, що виникли на відстані 18 і 28 км південніше кратера Плоский Толбачик. Виверження почалося 6 липня 1975 і закінчилося 10 грудня 1976 року. Протягом 17 місяців відбувався вилив вузьких базальтових лав у Південному прориві. На великій площі була знищена рослинність, засипані попелом озера та струмки.
Північний прорив представлений ланцюжком з трьох шлакових конусів, витягнутих у північно-східному напрямку лавовими потоками й попело-лавовим покровом площею 10 кв.км. Висота конусів 330 м, 300 м, 150 м. Схили конусів порівняно рівні, покриті попело-шлаковим матеріалом. На поверхні зустрічаються вулканічні бомби різної форми й розмірів. Південний прорив представлений одним шлаковим конусом заввишки 165 м і широкими лавовими полями площею 39,5 кв. км. Лави дуже різноманітні по морфології й структурі (плоскоглибові, пластинчасті, хвилясті та ін.).

### Тріщинне виверження ім. 50-річчя Інституту вулканології і сейсмології
Нове тріщинне виверження почалося 27 листопада 2012 року з відкриття тріщини завдовжки близько 5 км в декількох кілометрах південніше кальдери. Тріщина простягнулася від прориву 1940 року. Активність була зосереджена у двох розташованих на тріщині центрах — Верхньому (на висоті близько 2000 м) і Нижньому (на висоті близько 1500 м). Незабаром 29 листопада 2012 виверженню привласнений червоний (найвищий) код авіаційної небезпеки, проте вже наступного дня код змінений на помаранчевий, оскільки в ході обльоту був з'ясований характер виверження — вилив дуже рідкої лави з незначними попільними викидами. 4 грудня виверження ще продовжувалося, реєструвалася сильна сейсмічна активність, з Південного прориву стався сильний викид попелу заввишки 4 км, попільний шлейф зносився вітром на південний схід. Через чотири дні після початку виверження Верхній центр припинив діяльність, встигнувши вилити лавовий потік завдовжки близько 9 км. Шлакові конуси на Верхньому центрі не встигли сформуватися. Нижня тріщина продовжує свою діяльність, спостерігається вилив протяжних (до 17 км) лавових потоків і зростання шлакових конусів. 17-18 грудня 2012 року східна частина одного зі шлакових конусів була майже дощенту зруйнована серією потужних вибухів. За оцінками фахівців, виверження буде довготривалим.